# John Deakin
John Deakin (Bedford, 4 de marzo de 1965) es un deportista británico que compitió en remo como timonel. Ganó cuatro medallas en el Campeonato Mundial de Remo entre los años 1990 y 1997.

## Palmarés internacional
| Campeonato Mundial | Campeonato Mundial            | Campeonato Mundial | Campeonato Mundial      |
| Año                | Lugar                         | Medalla            | Prueba                  |
| ------------------ | ----------------------------- | ------------------ | ----------------------- |
| 1990               | Tasmania (Australia)          | Medalla de bronce  | Ocho con timonel ligero |
| 1994               | Indianápolis (Estados Unidos) | Medalla de oro     | Ocho con timonel ligero |
| 1995               | Tampere (Finlandia)           | Medalla de plata   | Ocho con timonel ligero |
| 1997               | Aiguebelette (Francia)        | Medalla de plata   | Ocho con timonel ligero |